# 製品戦略部
製品戦略部(せいひんせんりゃくぶ)とは企業において、製品の企画立案から製造および販売までをトータルで考え戦略立案を行う部門である。このため製品の開発に関する知識、製造物流に関する知識、マーケティングおよび販売に関する知識が必要になる。
近年、製薬企業において製品戦略部は盛んに設立され、医薬品の研究、開発、営業を俯瞰した製品戦略の立案を行っている。また、製品ライフサイクルを管理するための種々の戦略も実行する。
牧野俊猛（ファームステージ5(7)16-22,2005）によれば、開発品のパイプラインの事業性評価を行い、Go/No-Goの経営意思決定への提言を行っていくことも主な業務の一つである。
製品戦略部が存在する製薬企業には、武田薬品工業、アステラス製薬、田辺三菱製薬、マルホなどが挙げられる。
企業により形態は異なり、武田薬品や田辺三菱製薬では製品戦略部が全社戦略を立案し開発候補品の導入導出も行うため、経営企画部やライセンス部門も製品戦略部の管轄となる。その他の企業でもライフサイクルマネジメント（製品寿命延長）にかかわる全ての工程においてイニシアチブを発揮している。

## 参照
- 『MBAを超える医薬品ハイブリッドマーケティング』佐藤睦美・著[要ページ番号]